# Miss Universum 2007

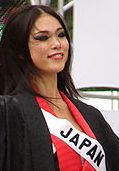
Riyo Mori, vinnare av Miss Universum 2007

Miss Universum 2007 var en skönhetstävling för kvinnor som hölls den 28 maj i Mexiko. Det var den 56:e upplagan av Miss Universum. 77 nationer representerades och kronan och titeln överlämnades av Miss Universum 2006, Zuleyka Rivera Mendoza från Puerto Rico. Vinnaren blev Riyo Mori från Japan.

## Resultat

### Placeringar

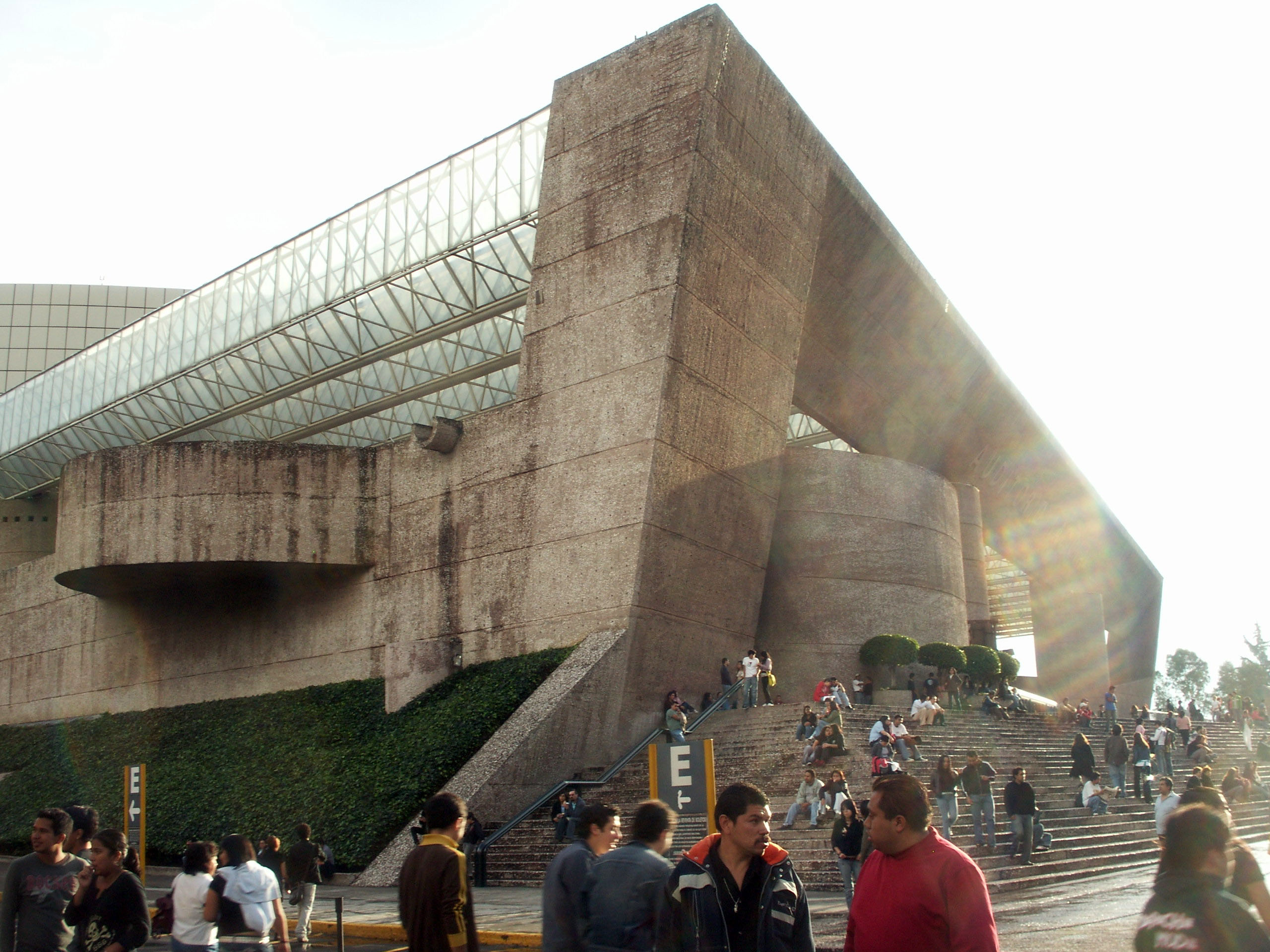
Auditorio Nacional i Mexico City.

| Slutresultat        | Tävlande |
| ------------------- | --- |
| Miss Universum 2007 | - Japan – Riyo Mori |
| Tvåa                | - Brasilien – Natalia Guimaraes |
| Trea                | - Venezuela – Ly Jonaitis |
| Fyra                | - Sydkorea – Honey Lee |
| Femma               | - USA – Rachel Smith |
| Top 10              | - Tanzania – Flaviana Matata - Angola – Micaela Reis - Mexiko – Rosa María Ojeda - Indien – Puja Gupta - Nicaragua – Xiomara Blandino          |
| Top 15              | - Slovenien – Tjaša Kokalj - Tjeckien – Lucie Hadasová - Danmark – Žaklina Šojić - Thailand – Farung Yuthithum - Ukraina – Lyudmila Bikmullina |

### Poäng i Finalen
| \| Deltagare \| Baddräkt \| Aftonklänning \| \| --------- \| ---------- \| ------------- \| \| Japan \| 9.599 (1) \| 8.943 (4) \| \| Brasilien \| 9.560 (2) \| 9.599 (1) \| \| Venezuela \| 8.971 (7) \| 9.510 (2) \| \| Sydkorea \| 9.458 (3) \| 9.183 (3) \| \| USA \| 8.995 (6) \| 8.754 (5) \| \| Tanzania \| 9.223 (4) \| 8.488 (6) \| \| Angola \| 9.150 (5) \| 8.363 (7) \| \| Mexiko \| 8.527 (9) \| 7.850 (8) \| \| Indien \| 8.548 (8) \| 7.825 (9) \| \| Nicaragua \| 8.171 (10) \| 7.674 (10) \| \| Slovenien \| 8.163 (11) \| \| \| Tjeckien \| 8.113 (12) \| \| \| Danmark \| 7.969 (13) \| \| \| Thailand \| 7.940 (14) \| \| \| Ukraina \| 7.900 (15) \| \| | Vinnare Tvåa Trea Fyra Femma Top 10 Finalister Top 15 Semifinalisterna (#) Placering i respektive omgång av tävlingen |               |
| Deltagare | Baddräkt | Aftonklänning |
| Japan | 9.599 (1) | 8.943 (4)     |
| Brasilien | 9.560 (2) | 9.599 (1)     |
| Venezuela | 8.971 (7) | 9.510 (2)     |
| Sydkorea | 9.458 (3) | 9.183 (3)     |
| USA | 8.995 (6) | 8.754 (5)     |
| Tanzania | 9.223 (4) | 8.488 (6)     |
| Angola | 9.150 (5) | 8.363 (7)     |
| Mexiko | 8.527 (9) | 7.850 (8)     |
| Indien | 8.548 (8) | 7.825 (9)     |
| Nicaragua | 8.171 (10) | 7.674 (10)    |
| Slovenien | 8.163 (11) |               |
| Tjeckien | 8.113 (12) |               |
| Danmark | 7.969 (13) |               |
| Thailand | 7.940 (14) |               |
| Ukraina | 7.900 (15) |               |

### Särskilda Priser
| Pris            | Tävlande                              |
| --------------- | ------------------------------------- |
| Miss Sympati    | - Kina - Zhang Ningning               |
| Bästa folkdräkt | - Indonesien - Agni Pratistha         |
| Miss Fotogenisk | - Filippinerna - Anna Theresa Licaros |

## Kandidater
| - Albanien - Sadina Alla - Amerikanska Jungfruöarna - Renata Christian - Angola - Micaela Reis - Antigua och Barbuda - Stephanie Winter - Argentina - Daniela Stucan - Aruba - Carolina Raven - Australien - Kimberley Busteed - Bahamas - Trinere Lynes - Barbados - Jewel Garner - Belgien - Annelien Coorevits - Belize - Maria Jeffery - Bolivia - Jessica Jordan - Brasilien - Natália Guimarães - Bulgarien - Gergana Kochanova - Colombia - Eileen Roca - Costa Rica - Veronica González - Curaçao - Naemi Monte - Cypern - Polyvia Achilleos - Danmark - Žaklina Šojić - Dominikanska republiken - Massiel Taveras - Ecuador - Lugina Cabezas - Egypten - Ehsan Hatem - El Salvador - Lissette Rodríguez - Estland - Viktoria Azovskaja - Filippinerna - Anna Theresa Licaros - Finland - Noora Hautakangas - Frankrike - Rachel Legrain-Trapani - Georgien - Ana Giorgelashvili - Grekland - Doukissa Nomikou - Guatemala - Alida Boer - Guyana - Meleesea Payne - Honduras - Wendy Salgado - Indien - Puja Gupta - Indonesien - Agni Pratistha - Israel - Sharon Kenett - Italien - Valentina Massi - Jamaica - Zahra Redwood - Japan - Riyo Mori - Kanada - Inga Skaya | - Kazakstan - Gaukhar Rakhmetaliyeva - Kina - Zhang Ningning - Kroatien - Jelena Maros - Libanon - Nadine Njeim - Malaysia - Adelaine Chin - Mauritius - Sandra Faro - Mexiko - Rosa María Ojeda - Montenegro - Snežana Bušković - Nicaragua - Xiomara Blandino - Nigeria - Ebinabo Potts-Johnson - Norge - Kirby Ann Basken - Nya Zeeland - Laural Barrett - Panama - Sorangel Matos - Paraguay - María José Maldonado - Peru - Jimena Elías - Polen - Dorota Gawron - Puerto Rico - Wilmadilis "Uma" Blasini - Ryssland - Tatiana Kotova - Saint Lucia - Yoanna Henry - Schweiz - Christa Rigozzi - Serbien - Teodora Marčić - Singapore - Jessica Tan - Slovakien - Lucia Senášiová - Slovenien - Tjaša Kokalj - Spanien - Natalia Zabala - Sri Lanka - Aruni Rajapaksha - Sydafrika - Megan Coleman - Sydkorea - Honey Lee (Lee Ha-nui) - Tanzania - Flaviana Matata - Thailand - Farung Yuthithum - Tjeckien - Lucie Hadasová - Turks- och Caicosöarna - Saneita Been - Tyskland - Angelina Glass - Ukraina - Lyudmila Bikmullina - Ungern - Ildikó Bóna - Uruguay - Giannina Silva - USA - Rachel Smith - Venezuela - Ly Jonaitis - Zambia - Rosemary Chileshe |

Fröken Sverige deltog ej detta år.